# Ischnocampa angulosa
Ischnocampa angulosa är en fjärilsart som beskrevs av M.Gaede 1928. Ischnocampa angulosa ingår i släktet Ischnocampa och familjen björnspinnare. Inga underarter finns listade i Catalogue of Life.